# Manuel Antonio Bonilla Nava
Manuel Antonio Bonilla Nava fue un político costarricense, nacido en Cartago, el 15 de octubre de 1806. Sus padres fueron Félix de Bonilla y Pacheco y Catalina de Nava López del Corral, hija del Gobernador español José Joaquín de Nava y Cabezudo. Casó en San José, Costa Rica, el 16 de mayo de 1830 con Jesús Carrillo y Morales, hija de Basilio Carrillo Colina y Jacinta Morales y Saravia, y sobrina de Braulio Carrillo Colina, jefe de Estado de 1835 a 1837 y de 1838 a 1842.
En 1841 fue elegido popularmente como Vicejefe de Estado y Ministro General, cargos que ejerció hasta la caída del gobierno de Braulio Carrillo Colina el 12 de abril de 1842. Estuvo encargado interinamente de la jefatura del Estado del 8 al 12 de abril de 1842.
Obtuvo votos en las elecciones presidenciales de diciembre de 1849 y  de abril de 1853. De 1867 a 1868 fue Segundo Designado a la Presidencia.
Persona allegada al Presidente Tomás Guardia Gutiérrez, fue Consejero de Estado del 8 de abril al 14 de agosto de 1871. Fue Presidente de la Asamblea Constituyente de 1871 y posteriormente fue elegido como diputado por San José y Presidente del Congreso Constitucional. Fue Segundo Designado a la Presidencia de 1876 a 1877 y Presidente del Consejo de Estado del 27 de septiembre de 1876 al 24 de septiembre de 1877.
Fue un destacado miembro de la masonería costarricense.